# Cellole
Cellole é uma comuna italiana da região da Campania, província de Caserta, com cerca de 7.138 habitantes. Estende-se por uma área de 35 km², tendo uma densidade populacional de 204 hab/km². Faz divisa com Sessa Aurunca

## Demografia
| Variação demográfica do município entre 1861 e 2011                               |
|                                                                                   |
| Fonte: Istituto Nazionale di Statistica (ISTAT) - Elaboração gráfica da Wikipedia |